# Panchgani

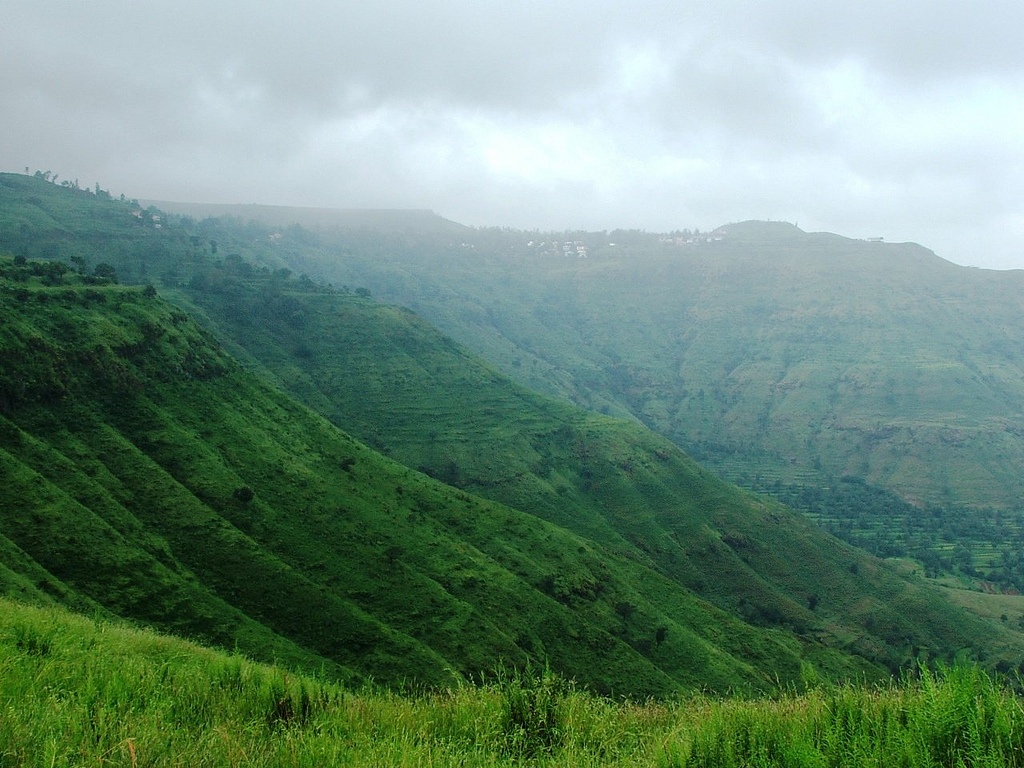
Vista de las colinas de Panchgani.

Panchgani (पंचगणि) es una famosa estación de montaña y municipio en el distrito de Satara en Maharashtra, India. Es famosa por las numerosas instituciones educativas residenciales de primer nivel.

## Historia
Una paradisíaca Panchgani fue descubierta por los británicos y utilizada durante el Raj británico como lugar de veraneo, y el superintendente nombrado John Chesson fue puesto a cargo de la estación de montaña en la década de 1860. Se le atribuye la plantación de muchas especies de plantas del mundo occidental en Panchgani, incluyendo el roble (Grevillea robusta) y la pastora (Euphorbia pulcherrima), que han florecido desde entonces en Panchgani. Mahabaleshwar era el lugar de veraneo preferido por los británicos, pero era inhabitable durante los monzones. Panchgani fue desarrollado como un lugar de retiro para los británicos, ya que seguía siendo agradable durante todo el año. John Chesson fue designado para encontrar un lugar adecuado. Recorrió las colinas de esta región en compañía de un tal Sr. Rustomji Dubash, y finalmente se decidió por esta zona sin nombre en las cercanías de las cinco aldeas: Dhandeghar, Godavli, Amral, Khingar y Taighat. El lugar estaba bien llamado Panchgani y Chesson se hizo Superintendente.
Al desarrollar la infraestructura, Chesson contrató a varios profesionales (sastres, paisajistas, carniceros, vendedores de vegetales, contratistas de construcción, etc) para que también habiten en Panchgani. El área por debajo del bazar fue asignado a ellos, y es conocido como el viento. Chesson está enterrado en el cementerio de la Iglesia de San Pedro. En 1971 o 1972, el centenario de su muerte fue observado a lo grande cuando, por primera vez, la gente de la ciudad y de las escuelas participaron juntos en una ceremonia para recordar al fundador de Panchgani.

## Geografía y clima

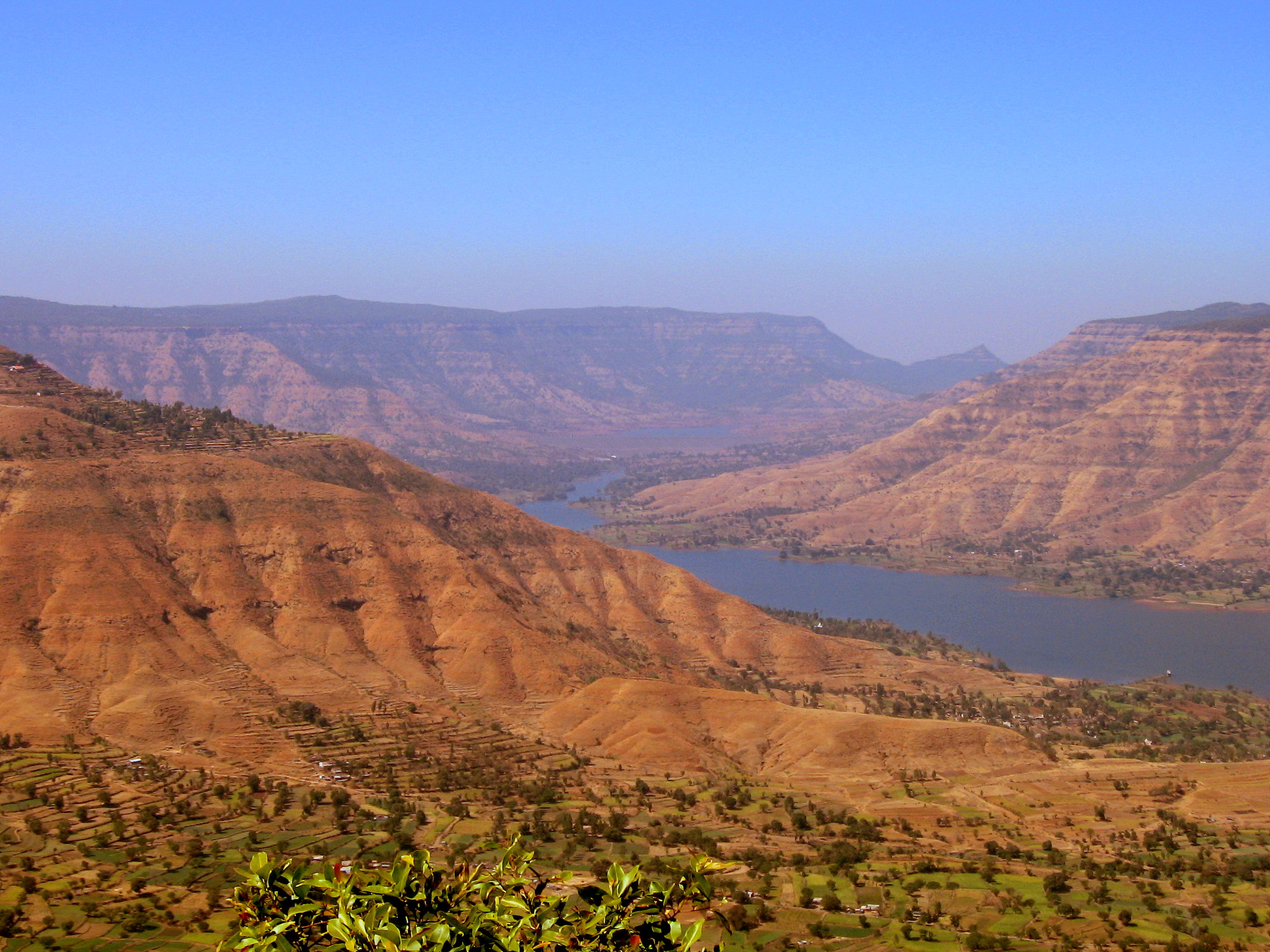
Vista desde Panchgani, Maharashtra.

Panchgani está enclavado en medio de cinco colinas en las montañas Sahyadri, también hay cinco aldeas que rodean Pachgani, y son Dandeghar, Khingar, Godwali, Amral y Taighat. El río Krishná fluye cercanamente.
La distancia de Panchgani hasta las mayores y más cercanas ciudades es:
Desde Mumbai - 285 km; desde Pune - 100 km; desde Mahabaleshwar - 18 km; desde Satara - 45 km y desde Wai - 10 km.
El este de la Pachgani esta Wai, Bavdhan y la presa Nagewadi, al oeste esta Gureghar, al sur está Khingar y Rajpuri, y el norte esta la represa de Dhom.
La temperatura en Panchgani es de alrededor de 12 °C durante el invierno, y a veces llega a los 34 °C durante el verano, sin embargo el nivel de humedad es muy baja. Las lluvias monzónicas golpean duramente y la temporada de lluvias abarca de junio a febrero, lo que hace de la región en los tres meses de la primavera relativamente seca y soleada.
Las cinco colinas que rodean Panchgani están rematadas por una meseta volcánica, que es la segundo más alta en Asia, después de la meseta tibetana. Estas mesetas, conocidas alternativamente como "mesas de tierra", son una parte de la meseta de Decán y fueron creadas por la presión entre las placas de la tierra. El área tiene una alta actividad sísmica, con el epicentro cerca de Koynanagar donde la represa de Koynanagar y una planta de energía hidroeléctrica se han construido.
| Parámetros climáticos promedio de Panchgani | Parámetros climáticos promedio de Panchgani | Parámetros climáticos promedio de Panchgani | Parámetros climáticos promedio de Panchgani | Parámetros climáticos promedio de Panchgani | Parámetros climáticos promedio de Panchgani | Parámetros climáticos promedio de Panchgani | Parámetros climáticos promedio de Panchgani | Parámetros climáticos promedio de Panchgani | Parámetros climáticos promedio de Panchgani | Parámetros climáticos promedio de Panchgani | Parámetros climáticos promedio de Panchgani | Parámetros climáticos promedio de Panchgani | Parámetros climáticos promedio de Panchgani |
| Mes                                         | Ene.                                        | Feb.                                        | Mar.                                        | Abr.                                        | May.                                        | Jun.                                        | Jul.                                        | Ago.                                        | Sep.                                        | Oct.                                        | Nov.                                        | Dic.                                        | Anual                                       |
| ------------------------------------------- | ------------------------------------------- | ------------------------------------------- | ------------------------------------------- | ------------------------------------------- | ------------------------------------------- | ------------------------------------------- | ------------------------------------------- | ------------------------------------------- | ------------------------------------------- | ------------------------------------------- | ------------------------------------------- | ------------------------------------------- | ------------------------------------------- |
| Temp. máx. media (°C)                       | 23.9                                        | 25.1                                        | 28.9                                        | 31.2                                        | 31.3                                        | 24.2                                        | 20.7                                        | 20.8                                        | 21.3                                        | 24.7                                        | 23.2                                        | 23.1                                        | 24.9                                        |
| Temp. mín. media (°C)                       | 9.2                                         | 11.3                                        | 18.5                                        | 19.4                                        | 19.7                                        | 17.2                                        | 17.1                                        | 16.6                                        | 16.4                                        | 16.0                                        | 13.7                                        | 12.9                                        | 15.7                                        |
| Precipitación total (mm)                    | 4.1                                         | 1.3                                         | 4.8                                         | 25.9                                        | 43.9                                        | 261.1                                       | 697.2                                       | 404.1                                       | 221.5                                       | 126.7                                       | 66.0                                        | 8.4                                         | 1865                                        |
| Fuente: Gobierno de Maharashtra             |                                             |                                             |                                             |                                             |                                             |                                             |                                             |                                             |                                             |                                             |                                             |                                             |                                             |

## Demografía
De acuerdo con el censo de 2001 en la India, Panchgani entonces tenía una población de 13.280. Los hombres representaban el 57% de la población, y las mujeres el 43%. La alfabetización en Panchgani era del 82%, (que es superior a la media nacional del 65%),y la alfabetización masculina y femenina tenían un 87% y 75%, respectivamente. A partir del 2001, el 9% de la población tenía menos de 6 años de edad.

## Atracciones turísticas

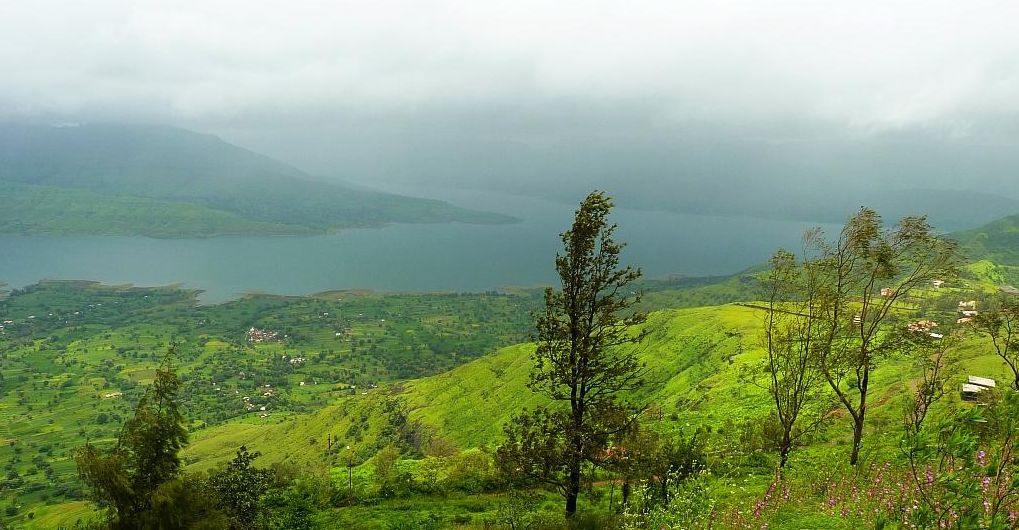
Vista desde el punto de Sydney, Panchgani, en temporada de monzones.

- Punto de Sydney: Este punto está situado en una colina frente al Valle de Krishna. Uno puede ver desde aquí las aguas brillantes de la represa de Dhom, y Pāndavgad y Mandhārdeo. El punto de Sydney está a unos 2 km de la parada de Panchgani Bus.
- Meseta: Esta gran extensión plana de laterita es la meseta de la segunda montaña más larga de Asia. Algunas cuevas amplias, incluyendo la "Cocina del Diablo", son visible desde aquí.
- Punto de Parsi: Este punto panorámico se encuentra en el camino a Mahabaleshwar, y tiene vistas al valle de Krishna y a las aguas azules brillantes de la represa de Dhom.
- Cocina del Diablo: Situado al sur de la meseta, la Cocina del Diablo tiene una mitología asociada a ella: se cree que los cinco príncipes Pándavas de la epopeya Majabhárata vivieron aquí por un tiempo. Las cuevas de Pāndavgad (cerca de Wai) se dice que está construido por ellos también.
- Jardín de Mapro: Situado en las carreteras con curvas entre Panchgani y Mahabaleshwar, es fácilmente accesible por los autobuses procedentes tanto de Panchgani como de Mahabaleshwar.

## Información general
Panchgani atrae a muchos turistas durante todo el año. Un conocido templo de Ganesh se encuentra cerca de Wai. La famosa meseta de Panchgani ha sido el escenario de muchas películas de la India, y recientemente de las aclamadas películas "Taare Zameen Par" y "Agente Vinod"
El doctor Rustomji Bomanji Billimoria estableció un sanatorio para tuberculosos en Panchgani en la década de 1940. El Gobierno de India le concedió el Premio Padma Bhushan en 1961. Desde entonces, Panchgani ha crecido en popularidad como un centro de convalecencia.
En los últimos tiempos, Panchgani ha estado enfrentando problemas ecológicos debido a las actividades comerciales mal controladas, el tráfico excesivo y el aumento de la temperatura (debido a la humedad) de los nuevos diques que se han construido en las cercanías de almacenamiento de agua.
Panchgani originalmente era habitada por jubilados británicos, pero ya que era agradable durante todo el año, los demás también se establecieron allí. Se realizaron una serie de intentos para iniciar las escuelas en el siglo XIX. En la década de 1890, la Escuela Kimmins se inició para niños y niñas europeos. En 1902, la sección de los niños se separó y se convirtió en St. Peter's Boys School, que ahora se conoce como la escuela secundaria de San Pedro, y la escuela Kimmins se convirtió en una exclusivamente para niñas. También en la década de 1890, uno o dos años después que Kimmins se inició, la orden católica de monjas conocidas como Hijas de la Cruz comenzó la Escuela Secundaria y Convento para Chicas de San José. Los tres internados fueron modeladas por las Escuelas Públicas de Inglés de la época, y se afiliaron a la Universidad de Cambridge. Los exámenes de la Junta se celebraran en diciembre, y los exámenes escritos se envían desde Inglaterra por mar. Los documentos de respuesta son devueltos por mar a Inglaterra, y los resultados son declarados en algún momento de junio.
Poco después, otras comunidades comenzaron sus propias escuelas. Estos estudiantes se prepararon para el examen de la primera matriculación de la Presidencia de Bombay. La Escuela Secundaria Parsi, la primera de estas escuelas, más tarde se convirtió en la Escuela Billimoria. La Escuela Musulmana se convirtió en la Escuela Secundaria Unión, y ahora se conoce como Escuela Anjuman. Ambas escuelas fueron modeladas según las Escuelas Públicas de Inglés. En el medio se inició la Escuela Secundaria Hindú, ahora conocida como la Sanjeevan Vidhyalaya. Este fue a modelo de la escuela en Santiniketan de Rabindranath Tagore. Un profesor jubilado de la Escuela Secundaria Parsi, el Sr. S. M. Batha comenzó su propia escuela de Batha, que todavía está funcionando bien. En la década de 1950 la comunidad Bahai recién asentada comenzó su propia y pequeña Escuela Bahai, que pasó a llamarse la Escuela de Nueva Era. Seguía siendo insignificante entre las otras escuelas hasta unos treinta años, cuando comenzó a expandirse. Ahora, la Escuela de Nueva Era es probablemente la escuela más grande de Panchgani.
Los altos estándares mantenidos por estas escuelas anima a otros a crear escuelas como empresas comerciales. Como resultado, el número de escuelas en Panchgani es casi de cuarenta. Algunos son muy buenas, y otras no son tan conocidas, pero todas parecen estar prosperando.
El aire fresco y el clima vigorizante de Panchgani lo hicieron un buen lugar para la convalecencia, especialmente para aquellos que sufren de tuberculosis. Así, Panchgani se hizo famoso como un centro de salud. Un conocido especialista en tuberculosis de Bombay, el doctor Rustom Billimoria creó el Sanatorio Aire Bel, también conocido como Dalkieth, como un centro para el tratamiento de la tuberculosis, con la ayuda de su hijo, el Dr. Bomy Billimoria, un eminente cirujano. Hasta el advenimiento de los antibióticos, Dalkieth era el lugar principal para el tratamiento de la tuberculosis del conjunto de la Presidencia de Bombay.
Hasta la década de 1980, Panchgani era casi en su totalidad un centro educativo y un centro de salud, y solo llegaban turistas de Mahabaleshwar Ahora el panorama ha cambiado, y Panchgani está en auge, para bien o para mal. Junto con la prosperidad para su pueblo ha llegado también la degradación ecológica.

## Escuelas
Panchgani es conocida por sus muchos internados establecidos desde el siglo XIX. Ellos atraen a estudiantes de las ciudades de Mumbai y Pune, y también del extranjero. En general, el más famoso de esos estudiantes es Farrokh Bulsara, que estuvo en el St. Peter's Boys School desde 1953 hasta 1958, cuando fue descubierto su talento musical, se hizo famoso unos años más tarde como Freddie Mercury.

## Sede internacional
La organización caritativa global Iniciativas de Cambio abrieron "un centro para la introspección y el diálogo", un campus de 26 hectárias llamado Asia Plateau en Panchgani en 1967. En las últimas cuatro décadas, Asia Plateau se ha utilizado para la realización de programas de capacitación y conferencias de Iniciativas de Cambio, en particular para hacer frente a los problemas de corrupción y gobernabilidad en las empresas e instituciones públicas. En ciertas ocasiones, el centro se utiliza para programas de instituciones afines. También está en marcha una granja modelo y centro de formación rural llamada Grampari, con el objetivo de propagar las buenas prácticas en los pueblos indígenas, con el fin de fomentar la higiene, la democracia local y el desarrollo económico.